# NGC 2928
NGC 2928 је спирална галаксија у сазвежђу Лав која се налази на NGC листи објеката дубоког неба.
Деклинација објекта је + 16° 58' 39" а ректасцензија 9h 37m 10,1s. Привидна величина (магнитуда) објекта NGC 2928 износи 14,7 а фотографска магнитуда 15,5. NGC 2928 је још познат и под ознакама MCG 3-25-5, CGCG 92-11, IRAS 09343+1712, PGC 27380.